# Хатт

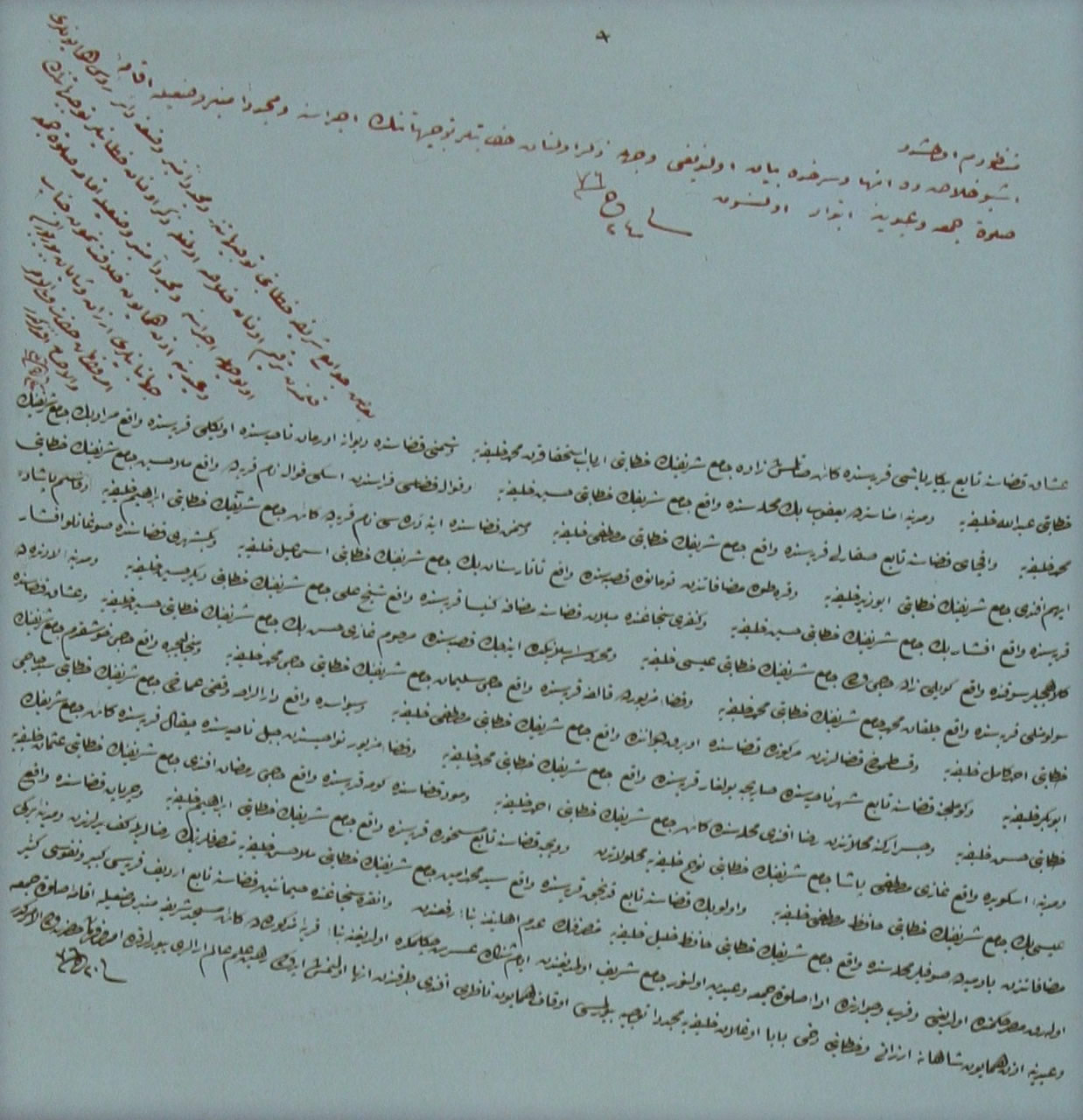
Хатт султана Абдул-Меджида (написан красным шрифтом, горизонтально, сверху) на меморандуме (написан чёрным шрифтом, ниже) относительно нескольких мечетей, нуждающихся в ремонте. Красный текст, идущий по диагонали, — резюме со стороны великого визиря на первоначальный меморандум. Султан пишет: «Я был проинформирован. Эти здания, упомянутые в данном резюме, должны быть оперативно перестроены для совершения молитв во время джума-намаза и байрама».

Хатт (также Хатт-и Хумайюн (осм. خط همايون, тур. hatt-ı hümayun или hatt-ı hümâyûn), также известный как Хатт-и Шариф (hatt-ı şerîf)) — дипломатический термин для обозначения печатного или рукописного документа, носящего официальный характер, авторства османского султана. Наименование термина приходит от слова «hatt» (ар. «предписание», «команда»), «hümayun» (имперский) и «şerif» (высокое, благородное). Подобные документы обычно были написаны лично султаном, хотя могли также редактироваться придворным писцом. Султаны писали их, как правило, в виде непосредственных ответов на те или иные документы, представленные султану великим визирем или другим должностным лицом османского правительства. Таким образом, они могли быть одобрительными или отказательными ответами на письма с прошениями, подтверждениями получения отчётов, разрешительными грантами на какие-либо запросы, аннотациями к указам или другими государственными документами. При этом некоторые хатты могли бы написаны «с нуля», а не как ответы на представленные ранее документы. После танзиматских реформ (1856), направленных на модернизацию Османской империи, обычные для того времени хатты были вытеснены практикой irâde-i seniyye, которая предполагала запись устного ответа султана на что-либо в форме документа султанским писцом.
В османских архивах в Стамбуле сохранено порядка ста тысяч подобных хаттов. Наиболее известными из них являются Эдикт Гюльхане 1839 года и Императорский эдикт о реформе 1856 года; для последнего более точным является турецкий термин «танзиматский фирман». Этот указ, с которого начался период так называемых танзиматских реформ, назван так потому, что он представлял собой рукописный приказ султана своему великому визирю, в котором предписывалось исполнить его указания.
Термин «Хатт-и хумайюн» иногда может также использоваться в буквальном смысле — то есть так может называться любой документ (и не только документ), написанный от руки султаном Османской империи.

## Виды хаттов
Хатты, как правило, были адресованы на имя великого визиря (садразама) или, в его отсутствие, его заместителя (каймакаму) или другого высокопоставленного чиновника — например, старшего адмирала (капудан-паша) или наместника (бейлербея) применительно к Румелии. Всего существовало три типа хаттов:
- хатт, обращённый на имя какого-либо должностного лица;
- хатт «на белом»;
- хатт «на документ».

### Хатты на имя должностного лица

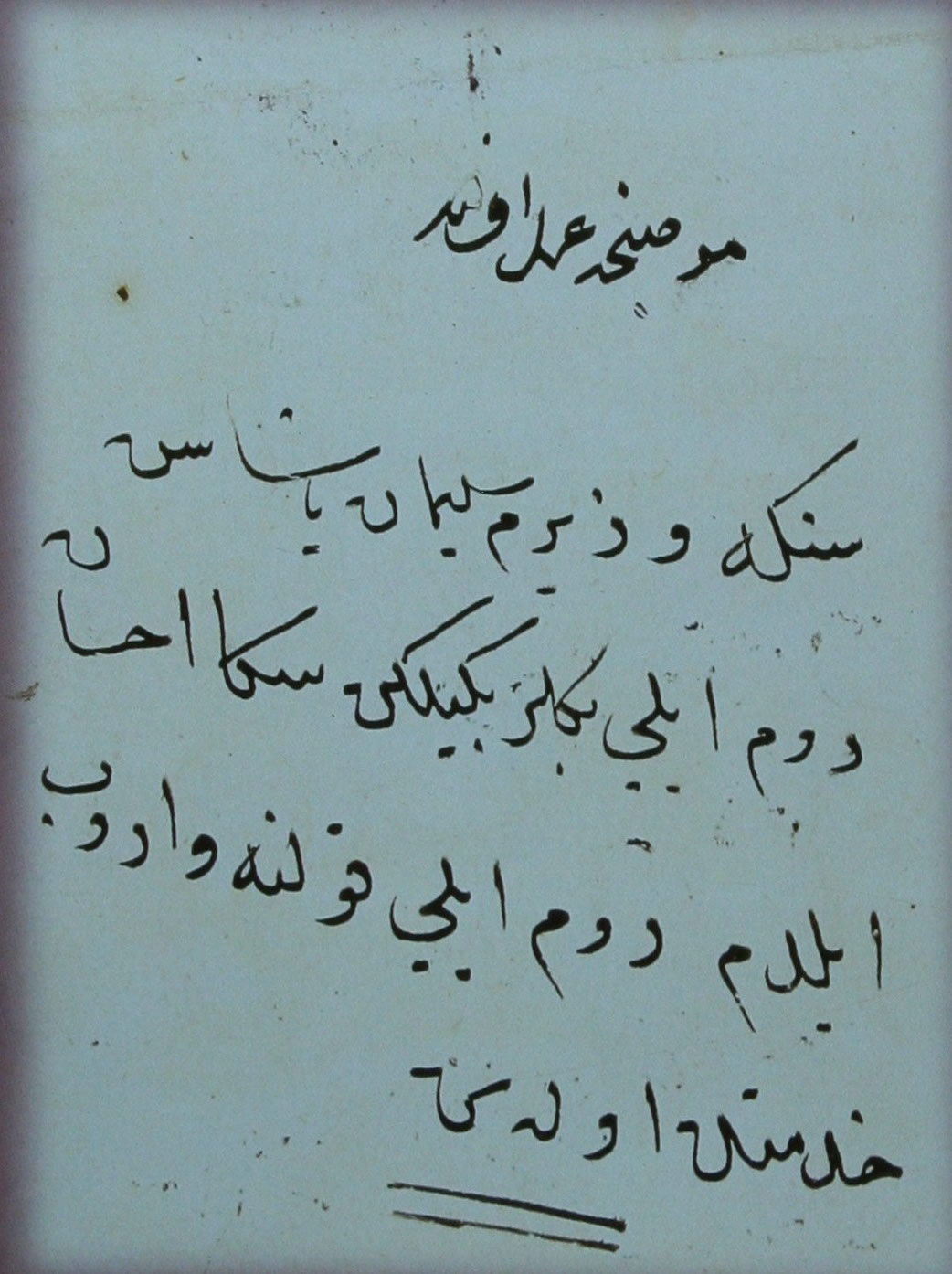
Пометка султана Мурада IV (написана толстым почерком в верхней части) на документе о назначении визиря Сулеймана-паши на пост бейлербея Румелии: «Да будет сделано так, как предписано».

Повседневные фирманы или указы о наделении полномочиями (бераты) писались обычно писцами, однако адресованные определённым должностным лицам и обладающие особой важностью писались лично рукой султана и скреплялись его печатью (тугра). Тугра и вступительная часть хатта могли быть окружены декоративной рамкой. Целью вступления было подчеркнуть конкретную часть его указа, убеждая или приказывая следовать ей в точности, без каких-либо ошибок. Такие фирманы назывались «Hatt-ı Hümayunla Müveşşeh Ferman» («фирман, украшенный хаттом») или «Unvanına Hatt-ı Hümayun» («хатт, обращённый к чиновнику»). Во вступлении могла использоваться какая-либо клишированная фраза — например, «должно быть сделано, как предписано» («mûcebince amel oluna») или «мой приказ должен выполняться в соответствии с требованиями, и никто не должен вмешиваться в ход его исполнения» («emrim mûcebince amel oluna, kimseye müdahale etmeyeler»). Вступление некоторых приказов должностным лицам могли начинаться с похвалы со стороны султана лица (или лиц), которому (-ым) адресован приказ, чтобы поощрить или почтить его (их). В редких случаях вступление могло содержать угрозу — например, «если вы хотите сохранить голову на плечах, то должны выполнить этот приказ в соответствии с требованиями» («Başın gerek ise mûcebiyle amel oluna»).

### Хатты «на белом»

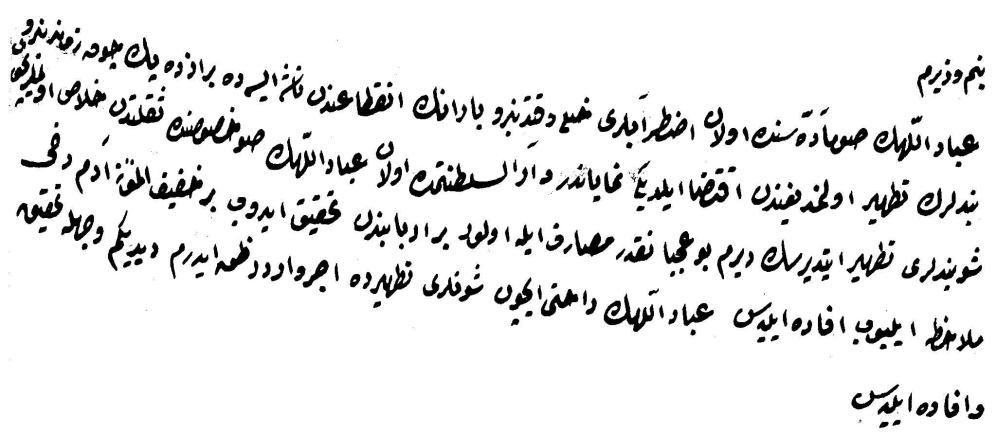
Хатт «на белом» Махмуда II к своему великому визирю, предписывающий следить за обслуживанием плотин в Стамбуле, чтобы облегчить страдания его подданных во время засухи.

Хатты «на белом» («beyaz üzerine hatt-ı hümâyun») представляли собой документы, написанные непосредственно султаном как правителем, в отличие от вступлений к уже написанным документам. Они назывались «хатты „на белом“» по той причине, что писались на пустой (то есть белой) странице. Такими документами могли быть приказы, указы, письма о назначениях или письма правителям иностранных государств.
Существовали также хатты, содержащие выражение мнения султана или даже его чувств по каким-то конкретным вопросам. Например, после успешной обороны Мосула от персидских войск Надир-шаха в 1743 году султан Махмуд I направил хатт губернатору Хаджу Хусейну-паше, в котором в стихотворной форме похвалил героический подвиг губернатора и воинов Мосула.

### Хатты «на документы»

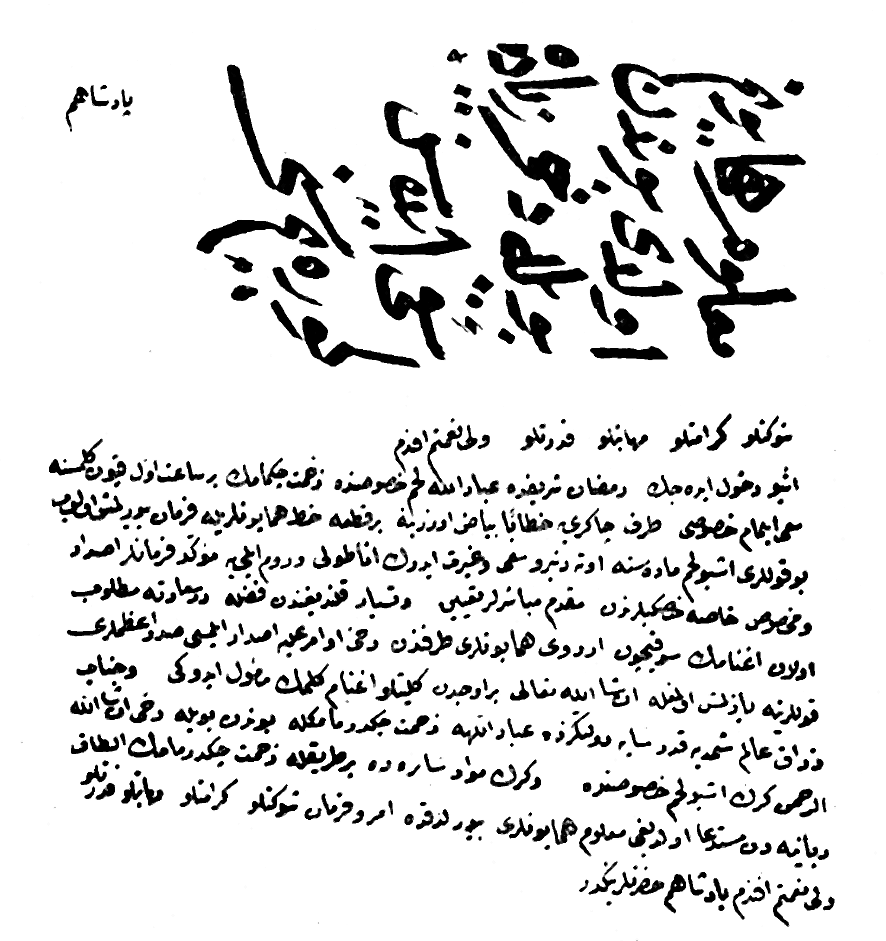
Хатт Селима III (написан толстым шрифтом в верхней части) на техлисе (резюме), написанном великим визирем, где последний рассказывает о своих усилиях, предпринятых по обеспечению Стамбула достаточным количеством мяса на предстоящий Рамадан. Султан выражает свою признательность: «Это стало моим императорским знанием. Сделайте ещё больше в будущем. Позвольте мне вас увидеть».

Обычная для Османской империи бюрократическая процедура предусматривала, что великий визирь или исполняющий его обязанности каймакам направляет султану документ, в котором обобщённо излагает сведения по конкретной ситуации и просит султана вынести решение по данному вопросу. Такие документы до XIX века носили название «telhis» («резюме»), позже стали называться «takrir» («предложение»). Рукописный ответ султана на такой документ (его приказ или решение) назывался «хатт на резюме» или «хатт на предложение». Другим типом документов, предоставляемых султану, были петиции («arzuhâl»), заверенные переложения устных петиций («mahzar»), документы от вышестоящих ведомств к нижестоящим («şukka»), религиозные послания от судей-кади к высшим ведомствам («ilâm») и отчётные книги («tahrirat»). В зависимости от типа документа такие хатты назывались «хатт на петицию», «хатт на заверенную устную петицию» и так далее. Султан давал ответы не только на документы, представляемые ему к рассмотрению визирями, но и на просьбы («arzuhâl»), преподносимые ему непосредственно его подданными после пятничной молитвы.
Когда султан обращался к общественности во время пятничной молитвы или других общественных мероприятий, люди вручали петиции, адресованные на его имя. Позже они обсуждались советом визирей, которые принимали по ним решения. После этого они (визири) подготавливали сводку по всем полученным просьбам и принятым по ним решениям. Султан же, когда ему подносили лист с этой сводкой, писал на нём же слова «Я был проинформирован» («manzurum olmuştur») несколько раз, сопровождая каждую такую запись номером принятого решения, к которому она относилась. Когда после танзиматских реформ дворцовая бюрократическая система подверглась изменениям решение султана записывалось главным писцом в нижней части итогового документа по всем решениям, и эта единственная запись относилась ко всем решениям.

## Практика
Когда петиция или меморандум требовали вынесения султаном решения на основе изложенного в них, великий визирь, как правило, подготавливал резюме («telhis») в качестве приложения к такому документу. В некоторых случаях вместо этого подготавливался отдельный сводный документ, великий визирь или его заместитель должны были написать своё резюме и взгляды на изложенную там информацию по диагонали, на верхних или нижних краях документов, поступающих от чиновников более низкого статуса (см. пример на первом рисунке выше). Такого рода записи на написанном документе носили название «деркенар». Иногда великий визирь мог добавить отдельную страницу-«обложку», где размещалось предложение по данному прошению от чиновника более низкого уровня, такого как, например, казначей (дефтердар) или военный министр (сераскир), озаглавливая его, например, «это предложение от дефтердара». В таких случаях султан писал свой хатт на титульной странице. В других случаях великий визирь мог непосредственно на полях документа резюмировать мнение по данному вопросу, представленное чиновником низшего уровня, и султан тогда также писал своё решение на этой же странице. Иногда султан писал своё решение на чистом листе бумаги, прикреплённом к представленному документу.
В большинстве случаев хатты писались самим султаном, хотя встречались такие, которые были написаны главным писцом или другим чиновником. Важные хатты «на белом» иногда писались руководителем дипломатической переписки (Реис-аль-Куттаб) или министром флота (капудан-паша). В некоторых случаях имели место указания относительно того, кто должен подготовить документа, который после этого переписывался султаном.
Хатты, как правило, не были датированы, хотя некоторые, касавшиеся изъятия денег из казны, содержат даты. Большинство хаттов и ираде позднего периода уже имели даты. Абдул-Хамид I был особенно склонен датировать свои хатты. Его великий визирь Коджа Юсуф-паша позже предложил продолжить такую практику датирования хаттов преемнику Абдул-Хамида Селиму III, чтобы тот мог следить за тем, когда приказы были выполнены. Однако это предложение не было принято. Абдул-Хамид II использовал датировку в конце своего правления.

## Язык хаттов

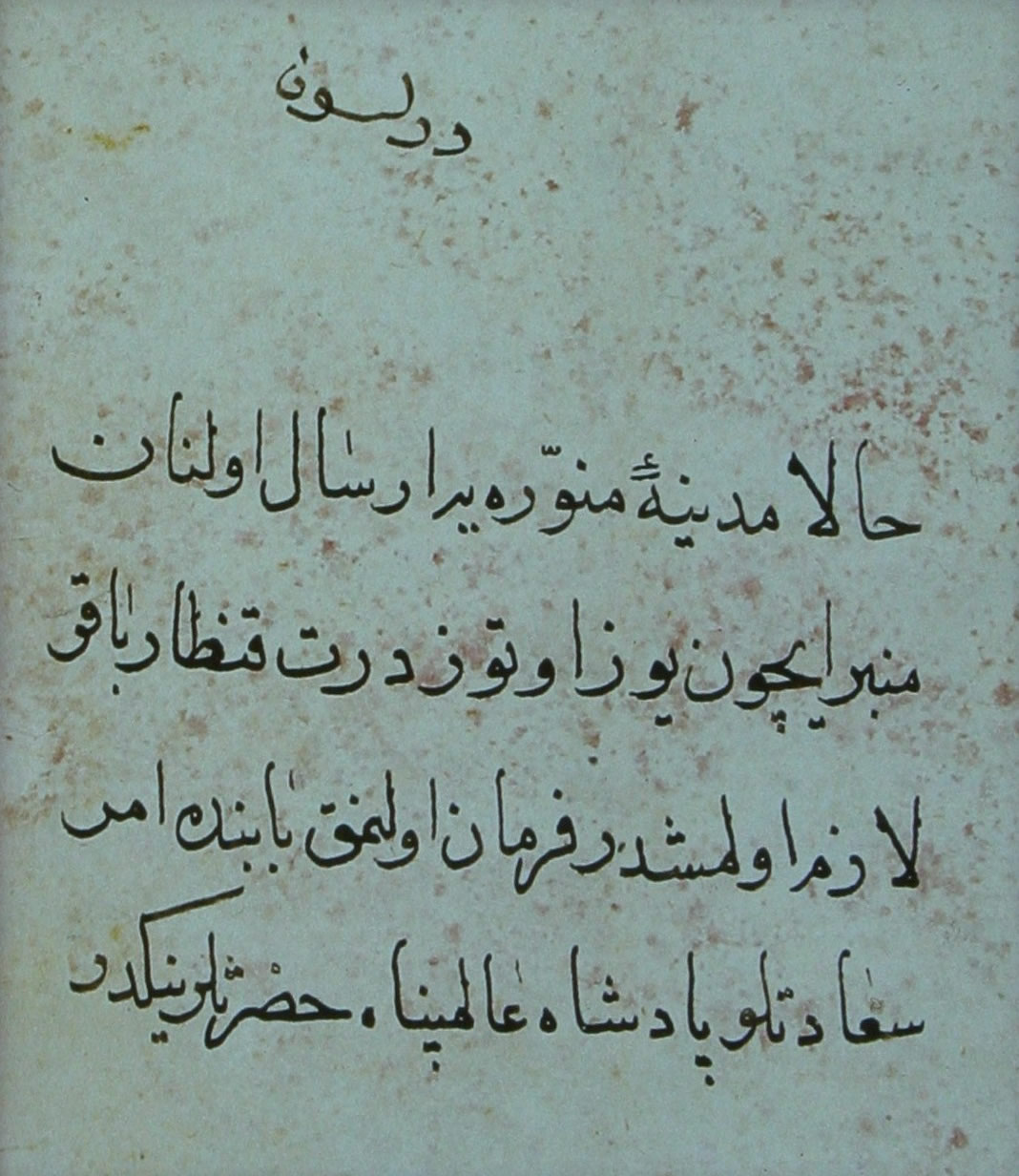
На сообщение о том, что для минбара, отправляемого в Медину, потребуется 134 кантара меди, Сулейман I отвечает, написав собственной рукой в верхней части документа, «Да будет дано».

Языком хаттов «на документах» была, как правило, «понятная», разговорная форма турецкого языка, сохранившаяся до наших дней, мало в чём изменившаяся на протяжении веков и, в связи с этим, легко транскрибируемая латиницей. Многие документы или вступительные пометки к ним были короткими комментариями, такими как «Я дал» («verdim»), «да, будет дано» («verilsin»), «не будет» («olmaz»), «написать это» («yazılsın»), «это понятно / ясно для меня» («Malum oldu / malûmum olmuştur»), «обеспечить это» (tedârik edesin), «это было мною рассмотрено» («manzûrum oldu / manzûrum olmuştur»), «ответить на это» («cevap verile»), «записать это» («mukayyet olasın»), «поддержать это» («tedârik görülsün»), «да будут они без нужды» («berhûrdâr olsunlar»).
Некоторые султаны писали длинные комментарии, которые начинались словами «Стало мне известно» («Malûmum oldu») и продолжались введением в тему, а затем излагали личное мнение венценосца, например, «вид и смысл этого отчёта/петиции/записи/другого стали моим императорским знанием»(«… işbu takrîrin / telhîsin / şukkanın / kaimenin Manzur ве me’azi ma’lûm-ı hümayûnum olmuşdur»). Среди традиционных фраз в хаттах часто встречаются следующие: «согласно этому сообщению …» («işbu telhisin mûcebince»), «дело ясное» («cümlesi malumdur»), «я разрешаю» («izin verdim»), «я даю, в соответствии с предоставленными фактами» («vech-i meşruh üzere verdim»).
Хатты с обращениями к должностным лицам часто содержали такие выражения-клише, как «чтобы было сделано в соответствии с требованиями» («Mûcebince amel oluna») или «чтобы было сделано в соответствии с требованиями и не было нарушено» («Mûcebince amel ve hilâfından hazer oluna»).
Хатты «на белом» были более сложными в плане их языка, а некоторые, возможно, конструировались писцом, прежде чем записывались султаном. Они часто начинаются с обращения к получателю. Султан мог обращаться в них к своему великому визирю как «мой визирь», или, если его великий визирь был на войне, обращался к его заместителю как «каймакам-паша». Хатты, адресованные другим должностным лицам, могли часто начинаться с выражения вида «Ты, кто есть мой визирь Румелии, Мехмед-паша» («Sen ki Rumili vezîrim Mehmed Paşa’sın»). К высшему должностному лицу по вопросам религии (Шейх аль-ислам) или личному наставнику обращение обычно было простым и уважительным. В случаях, когда хатт доставлялся в торжественной обстановке, с императорским мечом и плащом, как, например, при назначении кого-либо на более высокую должность, хатт мог содержать красочное приветствие, такое как «после того, как я отдал вам почести своим славным приветствием, вы должны знать, что…»(«seni selâm-ı şâhanemle teşrif eylediğimden sonra malumun ola ki…»). Письма армейским командирам могли  содержать продолжительное и витиеватое приветствие или просто обращение к такому человеку по его должности. Хатт «на белом» без какого-либо обращения предназначался для великого визиря или его заместителя.

## История

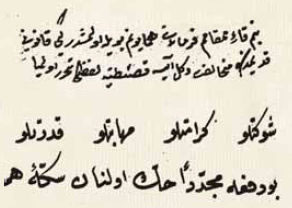
Ответ (около 1788 года) Селима III на меморандум о чеканке названия «İslâmbol» вместо «Kostantiniye» на новых монетах: «Мой заместитель великий визирь! Моим императорским указом будет то, что, если это не нарушает действующего законодательства, название „Konstantiniye“ отныне не для чеканки».

Самым ранним известным хаттом является хатт, отправленный султаном Мурадом I Эвренос-Бею в 1386 году, оценивая его руководство во время совершённых завоеваний и давая ему советы о том, как управлять людьми. До правления Мурада III визири представляли суть дел султанам в устной форме, после чего те давали им относительно этих дел своё согласие или отказ — также в устной форме. До этого времени хатты были очень редки, но после они распространились довольно широко, особенно в периоды правления таких султанов, таких как Абдул-Хамид I, Селим III и Махмуд II, который хотел увеличить свой контроль над империей и быть в курсе всех дел.
Содержание хаттов, как правило, отражает борьбу за власть, которая существовала между султаном и его советом визирей (диван). Использование хаттов, разрешающих великим визирям конкретные действия, началось в период правления Мурада III. Это привело к потере авторитета и независимости великого визиря, в то время как другие придворные, такие как главный евнух гарема (Харем Агаси) или наложниц (карие), которые имели более свободный доступ к султану, увеличили своё влияние. Давая подробные инструкции или советы, султаны снизили роль великих визирей, сделав их просто руководителями процесса исполнения их приказов. Эта ситуация, как представляется, вызвала своего рода обратную реакцию, когда в течение большей части XVII века имели место попытки вернуть престиж великим визирям и могущество их «высших полномочий» («vekil-i mutlak»), но с течением времени хатты вернулись к прежней простоте. Тем не менее в XVIII веке Селим III стал обеспокоен чрезмерной централизацией бюрократического аппарата и его общей неэффективностью. Он создал консультационный совет («meclis-i meşveret»), чтобы разделить власть свою и великого визиря с несколькими авторитетными людьми. Он давал подробные ответы на хатты на вопросы, которые ему задавались, и делал запросы относительно того, последовали ли его решению. Хатты стали для Селима III инструментами обеспечения быстрого и чёткого исполнения его решений.
Во время правления Махмуда II, в начале 1830-х годов, практика написания меморандумов на имя великого визиря была заменена должностью главного писца императорского двора («Mâbeyn-i Hümâyun Başkatibi»), записывавшего решения султана. После начала периода Танзимата правительственный бюрократический аппарат был упорядочен. Для большинства регулярных прошений императорский писец («Serkâtib-i şehriyârî») начал записывать выраженную устно волю султана (ираде) и в итоге ираде (также называвшиеся «irâde-i seniyye», то есть «высшая воля», и «irâde-i şâhâne», то есть «славнейшая воля») заменили хатты. Использование хаттов «на белом» в переписке между султаном и великого визиря продолжалось по вопросам, имевшим большое значение, таким как встречи на высшем уровне или продвижения по службе. В некоторых случаях великий визирь и султан писали также непосредственно друг другу.
Большое количество документов, которые требовали решения султана через в том числе хатты или ираде, считается отражением того, насколько сильной была централизация в османском правительстве. Абдул-Хамид I написал сам себе в одном из своих хаттов: «у меня не бывает времени, чтобы моя ручка покидала мою руку, с Божьей решимостью, что этого не будет».
Ранние хатты писались в различных каллиграфических стилях почерков, таких как насталик, талик кирмаси (разновидность насталика), насх и рикя. После Махмуда II они записывались только с помощью рикя. Ахмед III и Махмуд II были искусными писцами, и их хатты отличаются длинными и сложными записями на государственных документах. В отличие от них, султаны, которые взошли на престол в раннем возрасте, например, Мурад V и Мехмед IV, были известны своей плохой орфографией и каллиграфией.

## Архивы
Хатты, отправленные на имя великого визиря, обрабатывались и документировались Ямели Калеми, секретариатом великого визиря. Ямеди Калеми сортировали и документировали всю корреспонденцию между великим визирем и султаном, а также любую переписку с правителями иностранных государств и с послами Османской империи. Другие хатты, обращённые не к великому визирю, хранились в других архивах документов (так называемых «фонах» («fon») в терминологии современных турецких архивариусов).

### «Отделённые» хатты
Когда в XIX веке в Османской империи был создан государственный архив, документы были организованы для хранения в нём в соответствии с их важностью. Хатты «на белом» считались наиболее важными — наряду с теми, которые касались международных отношений, пограничных действий и правил внутреннего устройства. Документы второстепенного значения были помещены на постоянное хранение в ящики и хранились в подвалах, нуждающихся в ремонте. Предположительно в знак уважения к султану хатты «на документах» (петиции, доклады и так далее) были отделены от своих документов и хранились вместе с хаттами «на белом», в то время как остальная часть документов хранилась в другом месте. Эти «отделённые» хатты никак информационно не пересекались с документами, к которым относились, и были только комментариями двора, использовавшими общие термины и приблизительно датированными. Потому что султаны не имели привычки датировать свои хатты до позднего периода существования Османской империи, в большинстве случаев документы, связанные с ними, неизвестны. И наоборот, решения по многим меморандумам, петициям или просьбам, направленным султанам, также неизвестны. Отделение хаттов от их документов считается большой информационной утратой для исследователей. В османских архивах в Стамбуле имеется специальный отдел таких «отделённых хаттов».

### Каталоги
Сегодня все известные хатты занесены в компьютерную базу данных в Османских архивах премьер-министра Турции («Başbakanlık Osmanlı Arşivleri», или BOA) в Стамбуле, где их насчитывается 95134 штуки. Большая часть хаттов хранятся в BOA и в архиве дворца-музея Топкапы. BOA содержит 58000 хаттов.
Поскольку хатты изначально не были систематически организованы, историками XIX и начала XX века было создано несколько каталогов хаттов на основе различных организационных принципов. Следующими историческими каталогами историки в BOA пользуются до сих пор:
Hatt-ı Hümâyûn Tasnifi — каталог хаттов, относящихся к Ямеди Калеми. Он состоит из 31 тома, содержащего 62312 документов с их краткими описаниями. Этот каталог включает в себя документы с 1730 по 1839 год, но охватывает в первую очередь документацию в рамках этого периода, которая велась в правления Селима III и Махмуда II.
Ali Emiri Tasnifi — хронологический каталог из 181239 документов, организованных в соответствии с периодами правления султанов: от создания османского государства Османской до периода Абдул-Меджида. Помимо хаттов, данный каталог включает в себя документы по международным отношениям.
İbnülemin Tasnifi — каталог, созданный комитетом во главе с историком Ибнюлемином Махмудом Кемалем. Он охватывает период 1290—1873 годов. Помимо 329 хаттов, в нём перечислены документы различных других видов, относящихся к дворцовой корреспонденции, личной переписке, встречам, земельным грантам (тимарам и зеаметам) и благотворительным пожертвованиям (вакуф).
Muallim Cevdet Tasnifi — каталог из 216572 документов в 34 томах, организованных по темам, которые включают вопросы местных органов власти, областной администрации, вакуф и внутренней безопасности.

## Хатт-и Хумайюн 1856 года
Хотя формально сохранились тысячи хаттов, императорский указ о реформах 1856 года достаточно хорошо известен тем, что большинство исторических текстов, согласно ему, были объявлены просто «хаттами». Этот указ султана Абдул-Меджида I гарантировал равенство в сфере образования, правительственных назначений и отправления правосудия для всех независимо от вероисповедания. В Дюстуре, османском своде законов, текст этого фирмана обозначается как «копия высшего фирмана, написанного великим визирем, улучшенного путём оформления в верхней части с хаттом». Таким образом, «технически» этот указ был возведён в ранг хатта.
Декрет о реформах 1856 года иногда называют по-другому — «рескрипт о реформах». Здесь слово «рескрипт» используется в значении «указ, постановление», а не «ответ на запрос или другой документ».
Хатт-и хумайюн 1856 года было расширенным вариантом ещё одного важного указа о реформах, хатта Гюльхане 1839 года, и частью танзиматских реформ. Этот документ также обычно называют «хатт-шариф», хотя есть множество других хатт-шарифов — данный термин является синонимом термина «хатт-и хумайюн».

## Написанное рукой султана

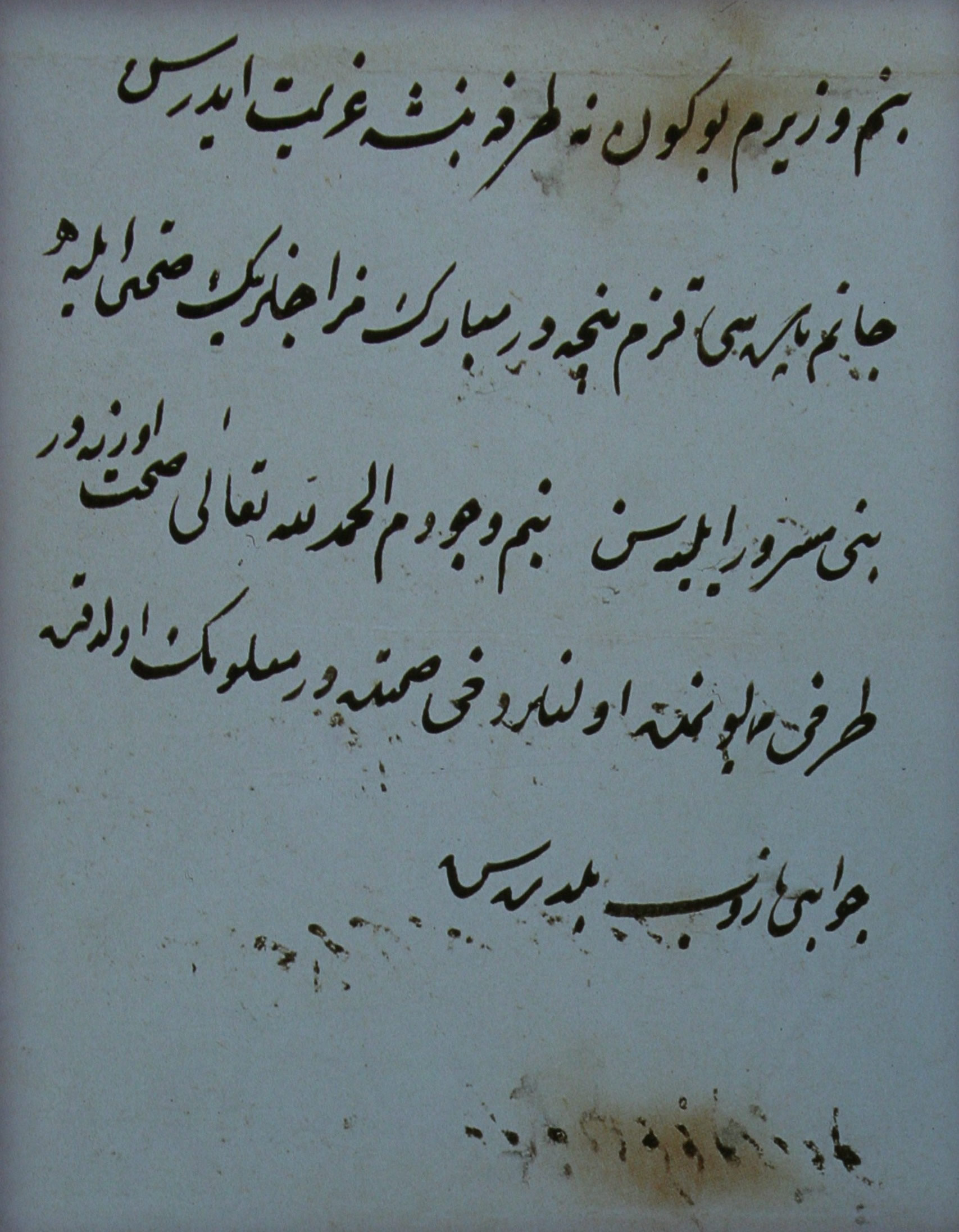
«Неофициальный» хатт, являющийся частью переписки между Ахмедом III и его великим визирем. «Мой визирь. Когда вы намерены прийти? Как моя девочка, часть моей жизни? Сделайте меня счастливым новостями о здоровье вашего святого расположения. Моё тело находится в добром здравии, спасибо Господу. Члены моей императорской семьи также в добром здравии. Дайте мне знать, когда узнаете».

Термин «хатт-и хумайюн» иногда использовался для обозначения просто чего-либо, написанного рукой султана. Например, придворный поэт Нейфи написал поэму-маснави из 22 куплетов, описывающую каллиграфию султана Мурада IV, под названием Der-Vasf-ı Hatt-ı Humayun-ı Sultan Murad Han. Вся поэма является похвалой трудов султана.